# Diagonaalsjorring

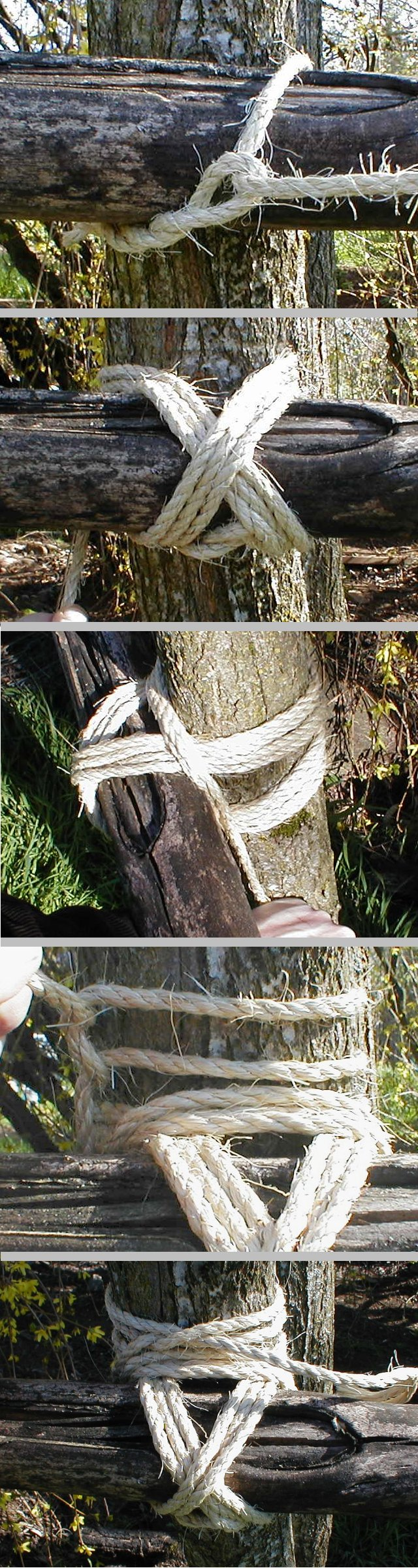
Voorbeeld van een diagonaalsjorring (hier op 2 loodrechte palen)

Een diagonaalsjorring is een type sjorring waarbij de 2 balken niet loodrecht op elkaar staan. Anders past men meestal een kruissjorring toe.

## Werkwijze
1. Leg een timmersteek over de grootste hoeken. De timmersteek wordt hier vaker gebruikt dan een mastworp omwille van praktische redenen.
2. Vervolgens legt men een drietal wikkelingen rond beide hoeken, te beginnen met de grootste hoeken (dus over de reeds gelegde timmersteek.)
3. Daarna worden eveneens een drietal woelingen gelegd tussen beide balken. Deze woelingen moeten sterk aangespannen worden.
4. Tot slot legt men een mastworp rond een van beide balken.(figuur 4+5)

## Diagonaalsjorring vs. Kruissjorring
In de voorbeeldfiguur wordt een diagonaalsjorring rond twee loodrecht op elkaar staande balken gemaakt. Dit is echter vooral illustratiemateriaal omdat dit wat overzichtelijker is, maar zeker niet de gebruikelijke manier van werken. Een kruissjorring is over het algemeen een vastere sjorring dan diagonaalsjorring. Pas indien beide balken vrij schuin t.o.v. elkaar staan gaat men een diagonaalsjorring toepassen.